# Aurembiaix de Urgel
Aurembiaix de Urgel (1196-Balaguer, 1231), condesa de Urgel entre los años 1209 y 1231, fue hija del conde Armengol VIII, conde de Urgel, y de su esposa Elvira Núñez de Lara, hija del conde Nuño Pérez de Lara y la condesa Teresa Fernández de Traba.

## Biografía
En 1212 contrajo matrimonio con Álvaro Pérez de Castro el Castellano, señor de la Casa de Castro e hijo de Pedro Fernández de Castro. 
Según la Primera Crónica General de Alfonso X el sabio (Capt 1054), durante el sitio de la localidad jienensa de Martos en 1227, la condesa Aurembiaix, que se hallaba en la localidad debido a que su esposo ostentaba la tenencia de las localidades de Andújar y Martos, salvó a la ciudad de caer en manos musulmanas mediante el empleo de un ardid, consistente en disfrazar a varias mujeres con ropas de hombre y apostarlas en los adarves de la muralla, a fin de hacer creer al enemigo que la localidad se hallaba bien defendida. La plaza estaba desguarnecida porque el caballero al mando se había largado con todas las tropas disponibles para realizar una incursión en busca de provisiones. El caudillo musulmán de Arjona lo supo de inmediato y aprovechó la ocasión para intentar apoderarse de Martos, pero la reacción enérgica de las mujeres se lo impidió. Pese al escepticismo de algunos historiadores modernos, ver a mujeres peleando en las murallas de un castillo o una ciudad amurallada es un hecho bélico muy bien documentado en innumerables asedios desde la Edad Antigua hasta nuestros días. Poco después acudió a socorrer la localidad sitiada Gonzalo Yáñez, hijo del conde Gómez, acompañado de setenta caballeros, al tiempo que el rey Fernando III ordenaba a Álvaro Pérez de Castro, a Alfonso Téllez de Meneses, y a los Maestres de las Órdenes de Santiago y Calatrava, que acudiesen junto a sus huestes en socorro de la localidad sitiada, que se vio libre del cerco musulmán cuando las tropas de Álvaro Pérez de Castro y sus acompañantes rompieron el cerco, obligando a huir a los musulmanes sevillanos, que no obtuvieron ninguna ganancia territorial con la empresa.  El día 8 de diciembre de 1228, un año después, la localidad de Martos fue entregada a la Orden de Calatrava por el rey Fernando III el Santo, lo que pudo estar motivado por el cerco al que había sido sometida la localidad en el año anterior.
Su matrimonio con Álvaro Pérez de Castro fue anulado en 1228 al retornar la condesa Aurembiaix a Urgel para reivindicar sus derechos sucesorios frente a Guerau IV de Cabrera.
Recibió el apoyo de Jaime I el Conquistador y en 1228 firmó el tratado de concubinato en Agramunt. Fue entonces cuando el rey de Aragón emprendió acciones contra los Cabrera, pero la nobleza de Urgel llegó a un compromiso con el conde, temerosos de una posible unión matrimonial Urgel-Aragón. Aurembiaix validó el título de condesa casándose en 1229 con Pedro I de Urgel, hijo del rey Sancho I de Portugal. 
La condesa Aurembiaix falleció en el año 1231, sin haber dejado descendencia de ninguno de sus dos matrimonios. En contra de las cláusulas testamentarias de su padre y de su abuelo, el condado de Urgel pasó a su viudo, obligando a Jaime I el Conquistador a dar a este, en documento de 29 de septiembre de 1231, el reino de Mallorca y la isla de Menorca, en feudo, a cambio de los derechos del condado que revierten así a él, quien, por su parte, lo cede, sin la soberanía ni la jurisdicción a Ponce I de Urgel, en acuerdo firmado en Tárrega el 21 de enero de 1236.
Las armas de Aurembiaix, según Fernández-Xesta, unirían el blasón de su padre, Armengol VIII de Urgel (en quien se documenta por primera vez en 1208, al final de su vida, el característico emblema jaquelado oro y sable), con las maternas de la casa de Lara, en un escudo con las armas de Urgel con bordura de los calderos del linaje de su madre Elvira Núñez.
| Predecesor: Armengol VIII | Condesa de Urgel 1209-1231 | Sucesor: Pedro I |